# Guillaume Berthout de Malines
Guillaume Berthout de Malines était un prélat, mort le 4 juillet 1301 à De Meern.

## Biographie
Guillaume Berthout de Malines est le fils de Gauthier VI Berthout et de Marie d'Auvergne.
William est nommé évêque d'Utrecht par le pape Boniface VIII sans passer par les chapitres en raison de sa position anti-française et pro-anglaise. Il essaye en vain de regagner les régions perdues d'Amstelland et de Woerden après la mort du comte Florent V de Hollande. De retour d'un voyage à Rome où il est ordonné, il rencontre tellement d'opposition au Sticht qu'il se réfugie à Amersfoort. En 1300, Willem est suspendu par Boniface parce qu'il n'avait pas payé ses dettes envers la chambre papale. Lorsqu'il a payé, la suspension est levée. Il est tué dans une bataille contre une coalition de Hollandais et de propres sujets rebelles.